# Dysrhoe
Dysrhoe là một chi bướm đêm thuộc họ Geometridae.